# يان داوكر

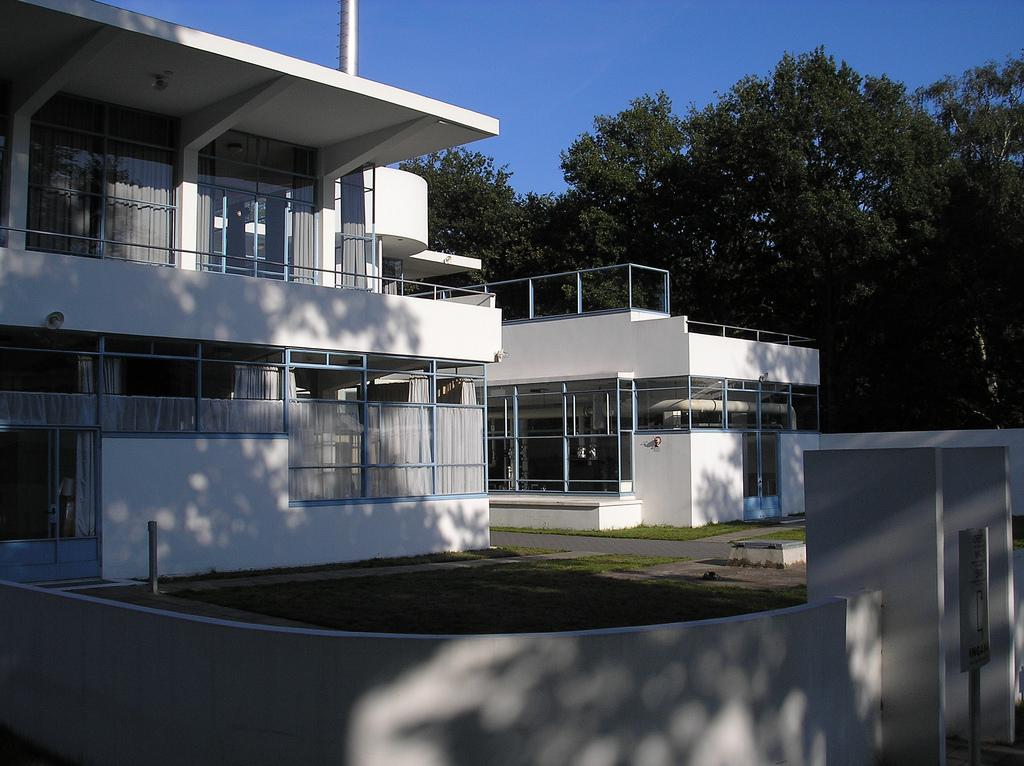

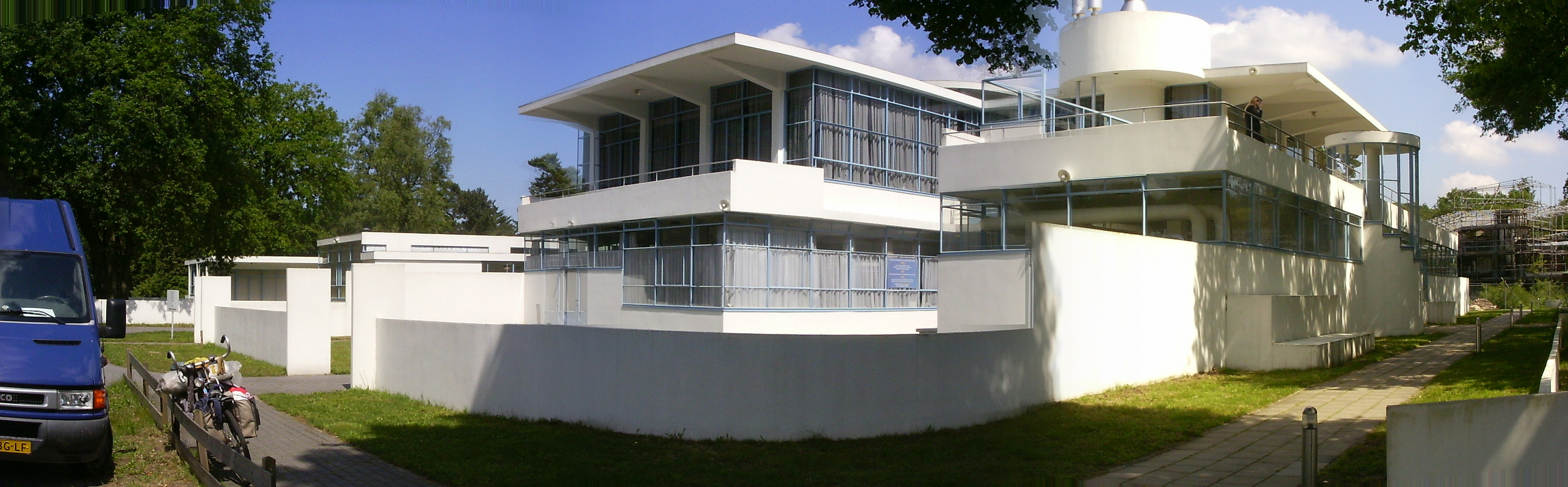
Zonnestraal Sanatorium من تصميم يان داوكر (وبيرنارد بيفوت) في هيلفرسوم، 1926-1928

يان داوكر (بالهولندية: Jan Duiker)‏ (أيضاً يوهانيس داوكر) (لاهاي، 1 مارس 1890 – أمستردام، 23 فبراير 1935) كان مهندساً معمارياً هولندياً.

## روابط خارجية
- يان داوكر على موقع أوليمبيديا (الإنجليزية)